# Mistrzostwa Europy Juniorów w Saneczkarstwie 2018
39. Mistrzostwa Europy juniorów w saneczkarstwie 2018 odbyły się 20 – 21 stycznia w niemieckim Winterbergu. Zawodnicy rywalizowali w czterech konkurencjach: jedynkach kobiet, jedynkach mężczyzn, dwójkach mężczyzn i w drużynie.

## Terminarz
| Data             | Miejscowość | Konkurencja      | Złoto                                  | Srebro                                         | Brąz                                        |
| ---------------- | ----------- | ---------------- | -------------------------------------- | ---------------------------------------------- | ------------------------------------------- |
| 21 stycznia 2018 | Winterberg  | Jedynki kobiet   | Cheyenne Rosenthal                     | Jessica Tiebel                                 | Verena Hofer                                |
| 21 stycznia 2018 | Winterberg  | Jedynki mężczyzn | Max Langenhan                          | Moritz Bollmann                                | David Nößler                                |
| 20 stycznia 2018 | Winterberg  | Dwójki mężczyzn  | Rosja Dmitrij Buchniew · Danił Kilsjew | Rosja Wiesowłod Kaszkin · Konstantin Korszunow | Rumunia Marian Gitlan · Ion Craciun Flavius |
| 21 stycznia 2018 | Winterberg  | Drużynowe        | Niemcy                                 | Włochy                                         | Rosja                                       |

## Wyniki

### Jedynki kobiet
- Data / Początek: Niedziela 21 stycznia 2018

| Medal | Zawodniczka        | Narodowość | 1. zjazd | 2. zjazd | Czas     | Strata |
| ----- | ------------------ | ---------- | -------- | -------- | -------- | ------ |
|       | Cheyenne Rosenthal | Niemcy     | 44.137   | 44.169   | 1:28.306 | -      |
|       | Jessica Tiebel     | Niemcy     | 44.111   | 44.227   | 1:28.338 | +0.032 |
|       | Verena Hofer       | Włochy     | 44.264   | 44.191   | 1:28.455 | +0.149 |
| 4.    | Jessica Degenhardt | Niemcy     | 44.199   | 44.403   | 1:28.602 | +0.296 |
| 5.    | Kristina Szamowa   | Rosja      | 44.321   | 44.383   | 1:28.704 | +0.398 |
| 6.    | Anna Berreiter     | Niemcy     | 44.410   | 44.484   | 1:28.894 | +0.588 |
| 7.    | Olesja Michajlenko | Rosja      | 44.497   | 44.590   | 1:29.087 | +0.781 |
| 8.    | Tatjana Cwetowa    | Rosja      | 44.495   | 44.600   | 1:29.095 | +0.789 |
| 9.    | Marion Oberhofer   | Włochy     | 44.564   | 44.623   | 1:29.187 | +0.881 |
| 10.   | Antonia Weisemann  | Niemcy     | 44.602   | 44.595   | 1:29.197 | +0.891 |
| ...   | ...                | ...        | ...      | ...      | ...      | ...    |
| 21.   | Klaudia Domaradzka | Polska     | 45.499   | 45.521   | 1:31.020 | +2.714 |

### Jedynki mężczyzn
- Data / Początek: Niedziela 21 stycznia 2018

| Medal | Zawodnik              | Narodowość | 1. zjazd | 2. zjazd | Czas     | Strata |
| ----- | --------------------- | ---------- | -------- | -------- | -------- | ------ |
|       | Max Langenhan         | Niemcy     | 56.272   | 56.370   | 1:52.642 | -      |
|       | Moritz Bollmann       | Niemcy     | 56.560   | 56.562   | 1:53.122 | +0.480 |
|       | David Nößler          | Niemcy     | 56.523   | 56.612   | 1:53.135 | +0.493 |
| 4.    | Paul-Lukas Heider     | Niemcy     | 56.618   | 56.561   | 1:53.179 | +0.537 |
| 5.    | Danił Lebiediew       | Rosja      | 56.651   | 56.684   | 1:53.335 | +0.693 |
| 6.    | Mathis Ertel          | Niemcy     | 56.733   | 56.738   | 1:53.471 | +0.829 |
| 7.    | Yannick Müller        | Austria    | 56.853   | 56.931   | 1:53.784 | +1.142 |
| 8.    | Leon Felderer         | Włochy     | 56.925   | 56.875   | 1:53.800 | +1.158 |
| 9.    | Aleksiej Dmitriew     | Rosja      | 56.968   | 56.946   | 1:53.914 | +1.272 |
| 10.   | Bastian Ernst Schulte | Austria    | 56.991   | 56.942   | 1:53.933 | +1.291 |
| ...   | ...                   | ...        | ...      | ...      | ...      | ...    |
| 17.   | Kacper Tarnawski      | Polska     | 57.908   | 57.696   | 1:55.604 | +2.962 |

### Dwójki mężczyzn
- Data / Początek: Sobota 20 stycznia 2018

| Medal | Zawodnicy                              | Narodowość | 1. zjazd | 2. zjazd | Czas     | Strata |
| ----- | -------------------------------------- | ---------- | -------- | -------- | -------- | ------ |
|       | Dmitrij Buchniew Danił Kilsjew         | Rosja      | 43.582   | 43.669   | 1:27.251 | -      |
|       | Wiesowłod Kaszkin Konstantin Korszunow | Rosja      | 43.627   | 43.656   | 1:27.283 | +0.032 |
|       | Marian Gitlan Flavius Ion Craciun      | Rumunia    | 43.658   | 43.783   | 1:27.441 | +0.190 |
| 4.    | Andriej Szander Semen Mikow            | Rosja      | 43.734   | 43.797   | 1:27.531 | +0.280 |
| 5.    | Hendrik Seibert Calvin Luke Meister    | Niemcy     | 43.824   | 43.794   | 1:27.618 | +0.367 |
| 6.    | Max Richard Ewald Jakob Jannusch       | Niemcy     | 43.883   | 43.848   | 1:27.731 | +0.480 |
| 7.    | Tomas Vavercak Matej Zmiji             | Słowacja   | 43.667   | 44.123   | 1:27.790 | +0.539 |
| 8.    | Martins Bots Roberts Plume             | Łotwa      | 44.299   | 43.751   | 1:28.050 | +0.799 |
| 9.    | Fillip Vejdelek Zdenek Pekny           | Czechy     | 44.572   | 44.674   | 1:29.246 | +1.995 |
| 10.   | Ihor Hoi Myrosław Lewkowicz            | Ukraina    | 44.775   | 44.967   | 1:29.742 | +2.491 |

### Drużynowe
- Data / Początek: Niedziela 21 stycznia 2018

| Medal | Narodowość | Czas     | Strata |
| ----- | ---------- | -------- | ------ |
|       | Niemcy     | 2:11.229 | –      |
|       | Włochy     | 2:11.906 | +0.677 |
|       | Rosja      | 2:11.730 | +0.730 |
| 4.    | Rumunia    | 2:12.192 | +0.963 |
| 5.    | Łotwa      | 2:12.543 | +1.314 |
| 6.    | Słowacja   | 2:13.391 | +2.162 |
| 7.    | Czechy     | 2:14.045 | +2.816 |
| 8.    | Ukraina    | 2:14.471 | +3.242 |

## Klasyfikacja medalowa
| Miejsce | Państwo |   |   |   | Razem |
| ------- | ------- | - | - | - | ----- |
| 1.      | Niemcy  | 3 | 2 | 1 | 6     |
| 2.      | Rosja   | 1 | 1 | 1 | 3     |
| 3.      | Włochy  | 0 | 1 | 1 | 2     |
| 4.      | Rumunia | 0 | 0 | 1 | 1     |